# 罗纳德·阿尔茨
罗纳德·M·阿尔茨（荷兰语：Ronald M. Aarts，1956年—），又译罗纳德·M·阿尔特斯，生于荷兰阿姆斯特丹，荷兰电气工程师和物理学家，电声学和生物医学信号处理技术领域的发明家、科学家和教授。

## 传记
罗纳德·M·阿尔茨于1977年获得电气工程学士学位，1995年获得荷兰代尔夫特理工大学的物理学博士学位。他于1977年加入位于荷兰埃因霍温的飞利浦研究院（前身为飞利浦物理实验室Natlab）。他的早期科学研究包括视频长播放和激光唱片播放器的伺服系统和信号处理。1984年，他加入飞利浦公司的声学研究组，从事扬声器系统的计算机辅助设计（CAD）工具和信号处理的开发工作。1994年，他成为飞利浦公司数字信号处理（DSP）研究组的成员，并主持了多个“利用DSP和心理声学现象改善声音再现”的项目。
2003年，阿尔茨成为飞利浦研究院院士，并将他的研究兴趣从在工程学扩展到生物与医学领域，特别是用于可移动监测、睡眠、心脏病学、围产医学、药物反应监测（DRM）系统和癫痫检测等应用领域的传感器及其信号处理。他已发表450多篇论文，申请250多项专利，包括175多项美国专利申请（其中100多项获得授权）。由于他在飞利浦公司的创造性贡献，获得了飞利浦“Gilles Holst”奖（1999 年），飞利浦发明金奖（2012年） 和飞利浦发明钻石奖 (2018)。
2007年，他成为了美国电气电子工程师协会会士（IEEE Fellow）。2017年，他获得“Chester Sall”奖。1998年，他成为国际音频工程协会会士（AES Fellow），2010年获得国际音频工程协会AES银奖。此外，阿尔茨还曾是多个国际会议的共同组织者和主席。
自2006年起，阿尔茨在荷兰埃因霍温理工大学担任教授，主要负责硕士和博士研究生指导。自1990年以来，他一直担任Aarts Consultancy咨询公司总裁。2019年，他从飞利浦退休，目前主要专注于学术和咨询工作，后者包括技术和知识产权（IP）咨询。

## 主要工作与发明

### 低音增强
阿尔茨参与了低音增强及修复系统的开发、改进和硬件实现，这些系统利用了被称为“基频缺失”的自然心理声学现象 。一般来说，小型扬声器无法重现低频音符，但通过利用听觉幻觉，人们可以利用虚拟音高现象将低频转移到扬声器能够承受的较高频段，这有时被称为超低音（Ultra Bass），或者，将极低频映射到单个频率上，此时扬声器的设计效率很高，这有时被称为巴里低音 （Bary Bass）。另一方面，如果扬声器能够辐射低频，但如果音乐中不存在低频，则可使用带宽扩展方案从音乐中提取这些频率，这有时被称为Infra Bass。 最后，可以通过衰减低音信号来改善音频质量，特别是来自高Q值低频换能器的音频质量，从而减少低音的延音或振铃，这有时被称为“有冲击力”的低音（Punchy Bass）。

### 扬声器阵列及其辐射
阿尔茨和他的飞利浦同事共同参与了扬声器辐射的设计和应用。Zernike多项式的扩展版本被称为ENZ  被用于解决由刚性无限平面（障板）包围的柔性圆形活塞和刚性球体上的柔性球形盖的声辐射正演和反演问题，表明后者与实际扬声器的声辐射非常相似 。使用阵列排列的多个扬声器可实现特殊的辐射特性。例如，在立体声聆听过程中，利用耳间时差可以增加甜点区域，这种系统被称为位置无关立体声 。另一种应用是在不干扰他人的情况下将声音传给听众，这被称为个人音响。另一种应用是使用二次相位阵列设计扬声器阵列，其辐射效果与单个扬声器无异， 在扬声器辐射计算中经常需要Struve函数，对此已经得出了简单的近似值。

### 立体声底座加宽
在小型电视机和便携式音响设备上，扬声器之间的距离很近。通过特殊的信号处理，可以产生所谓的幻象或虚拟声源，使声音似乎产生于扬声器之外。飞利浦已将这一原理应用于许多电视和音响设备，并将其命名为 "不可思议的声音"。

### 利用扬声器进行声学冷却
在特殊外壳中的小型扬声器可产生合成射流，与风扇相比具有更高的效率、更大的设计自由度以及更低的噪音和磨损等优点。实验表明，对于约40cm2的小表面，合成射流的冷却效果更好，噪音也比风扇小。

### 用于疾病监测的可穿戴便携式设备
阿尔茨参与了用于疾病监测的可穿戴便携式传感器研发以及其信号处理工作。例如，基于光体积变化描记法（PPG）的传感器可以在不妨碍病人正常生活的情况下监测诸如癫痫、睡眠和心脏问题（如心房颤动）以及生命功能（如血压、心率和呼吸频率），PPG传感器可以很容易地内置到运动手表等可穿戴设备中，并带有加速度计。